# 多毛大锥香茶菜
多毛大锥香茶菜（学名：Isodon megathyrsus var. strigosissimus）为唇形科香茶菜属下的一个变种。